# 第2號鋼琴協奏曲 (貝多芬)
降B大調第二鋼琴協奏曲，作品19，為貝多芬的鋼琴協奏曲作品，作於1788年左右。

## 創作背景
貝多芬於1795年3月29日首次面對維也納觀眾，當時他在台上亮相之身份既是獨奏者，也是作曲家，而他選擇演奏之曲目，正是日後被冠以「第二」的降B大調鋼琴協奏曲。三年後，貝多芬聽從海頓之建議，離開出生地波恩，到維也納跟海頓上課。但當海頓於後來遠赴倫敦演奏時，貝多芬遂轉而師隨亞伯斯貝嘉教授。亞伯斯貝嘉乃城內另一個德高望重的作曲家，他曾批評其學生「不學無術」。當時的作曲家大多受聘於宮廷或教會，並未出現所謂「自由作曲家」，對作曲堅定不移的貝多芬，也明白到只有成為鋼琴家，才能受城中富裕的維也納民眾所歡迎。
貝多芬亦由此撰寫此首鋼琴協奏曲，並邀得樂團負責排練，當然也不容忽略撰寫樂譜。然而他卻在演期前兩天抱恙，及未趕及完成最終樂章；至於排練方面，某場地的鋼琴卻出現編差。他遂改用另一個調完成作為配合，結果，貝多芬終克服困難完成是次首演。《維也納報》亦大讚貝多芬「已博得普羅大眾衷心的認同」。

## 曲式及內容
此首合共31分鐘之協奏曲，共分下列三段樂章：
1. 活潑的快板（Allegro con brio）
2. 慢板（Adagio）
3. 迴旋曲—甚快板（Rondo - Allegro Molto）[2]

### 第一樂章
此樂章以仿號角之聲調開始，由小提琴以較溫柔及旋律化之樂句對答著。這兩個基本樂思一再出現在篇幅較長之前奏，但當鋼琴出現時，姿態也十分低調，完全不受矚目。餘下之部分以鋼琴及樂團之對答作主調。

### 第二樂章
此樂段陷入沉思的情調，樂團奏出詩歌般之主調，偶有粗獷的重音間隔著。鋼琴部分展開時「充滿感情」，樂團則有時靜待鋼琴演奏。此後兩者一直如夢幻般緊密交替，每當樂團情緒將起高漲之時，鋼琴會相繼由一音一音作平靜。

### 第三樂章
本樂章極為熱鬧喧騰，鋼琴在開首以興高采烈的主題帶動，更偶爾進入黑暗陋巷，但整體而言，樂章仍舊帶有歡樂及無憂無慮之氣氛。

## 外部連結
- 贝多芬第2号钢琴协奏曲：国际乐谱典藏计划上的乐谱